# Beelna
Beelna es una ciudad censal situada en el distrito de Amroha en el estado de Uttar Pradesh (India). Su población es de 7024 habitantes (2011). Se encuentra a 17 km de Amroha.

## Demografía
Según el censo de 2011 la población de Beelna era de 7024 habitantes, de los cuales 3576 eran hombres y 3448 eran mujeres. Beelna tiene una tasa media de alfabetización del 66,93%, inferior a la media estatal del 67,68%: la alfabetización masculina es del 77,07%, y la alfabetización femenina del 56,20%.